# Tønder
Tønder (en alemany Tondern) és una ciutat danesa del sud de la península de Jutlàndia, és la capital del municipi de Tønder que forma part de la regió de Syddanmark, ambdós creats l'1 de gener del 2007 com a part d'una reforma territorial. El riu Vidå neix a uns 4 km a l'est de la ciutat.

## Història
El geògraf Al-Idrissí esmenta a la meitat del segle xii una localitat que anomena Tu(r)ndira que podria ser Tønder o la veïna vila de Møgeltønder que és a 4 km.
Tønder va rebre el 1243 els privilegis de port de la Lliga Hanseàtica, va ser un dels pocs ports de la costa del ducat de Schleswig durant l'edat mitjana. A causa de la baix altura del lloc la vila va patir diverses inundacions, durant la del 1532 l'aigua va arribar a 1,8 metres a l'església de St. Llorenç, 5,3 metres més del normal. Durant la dècada del 1550 el port va perdre l'accés directe al mar a causa dels dics construïts a l'oest de la ciutat.
Als plebiscits de Schleswig del 1920 que van retornar Nordslesvig a Dinamarca el 76,5% dels habitants de Tønder van votar per romandre a Alemanya i només el 23,5% va votar l'opció d'integrar-se a Dinamarca.

## Fills il·lustres
- Siegfried Saloman (1816-1899) violinista i compositor musical.